# Saint-Jean-sur-Reyssouze

Saint-Jean-sur-Reyssouze este o comună în departamentul Ain din estul Franței.